# Blândești
Blândeşti é uma comuna romena localizada no distrito de Botoşani, na região de Moldávia . A comuna possui uma área de 45.85 km² e sua população era de 2412 habitantes segundo o censo de 2007.